# Attacobius verhaaghi
Espèce
Attacobius verhaaghi est une espèce d'araignées aranéomorphes de la famille des Corinnidae.

## Distribution
Cette espèce est endémique du Brésil. Elle se rencontre au Ceará et au Piauí.

## Description
La femelle holotype mesure 3,85 mm.
Le mâle décrit par Pereira-Filho, Saturnino et Bonaldo en 2018 mesure 4,12 mm.

## Étymologie
Cette espèce est nommée en l'honneur de Manfred Verhaagh.

## Publication originale
- Bonaldo & Brescovit, 1998 : On Ecitocobius, a new genus from central Amazonia with comments on the tribe Attacobiini (Arachnida, Araneae, Corinnidae, Corinninae). Spixiana, vol. 21, p. 165-172 (texte intégral).